# 5619 Shair
5619 Shair este un asteroid din centura principală, descoperit pe 26 aprilie 1990, de Eleanor Helin.